# Francisco Javier Simonet
Francisco Javier Simonet y Baca (Màlaga, 1 de juny de 1829 — Madrid, 9 de juliol de 1897) va ser un orientalista, arabista, lexicògraf i historiador espanyol.

## Biografia
Va fer estudis eclesiàstrics que no acabà de 1839 a 1845. Finalment es traslladà a Madrid el 1848. Llicenciat en dret, va obtenir la càtedra de llengua àrab de la Universitat de Granada (1862). Es llicencià (1863) i doctorà (1864) en Filosofia i Lletres, Des de molt prest s'interessà pels estudis àrabs i mantingué una relació durant trenta anys amb Reinhart Dozy. S'interessà pels mossàrabs des de molt prest.

## Obra
- Historia de los mozárabes de España deducida de sus mejores y más auténticos testimonios de los escritores cristianos y árabes Madrid: Establecimiento Tipográfico de la Viuda e Hijos de M. Tello, 1897-1903; va ser reimpresa a Àmsterdam: Oriental Press, 1967, i en quatre volums per Turner: Madrid, 1983.
- Historia de los mozárabes de España, 1: Los virreyes (años 711 a 756) Madrid, Ediciones Turner, 1983.
- Historia de los mozárabes de España, 2: De Abderramán I a Mohamed I (años 756 a 870) Madrid Ediciones Turner, 1983.
- Historia de los mozárabes de España, 3: Hasta la conquista de Toledo por Alfonso VI (años 870 a 1085) Madrid Ediciones Turner, 1983.
- Historia de los mozárabes de España, 4: Los últimos tiempos (años 1085 a 1492). Madrid Ediciones Turner, 1983.
- Amb José Lerchundi, Crestomatía arábigo-española ó Colección de fragmentos históricos, geográficos y literarios relativos a España bajo el periodo de la dominación sarracénica: seguida d'un vocabulario de todos los términos contenidos en dichos fragmentos Granada, 1881 (Imprenta de Indalecio Ventura)
- Amb José Lerchundi, Crestomatía arábigo-española: 2ª parte, vocabulario arábigo-español] Granada, 1883 (Imp. de I. Ventura Sabatel)
- Leyendas históricas árabes Madrid: Imprenta y litografía de Juan José Martínez, 1858. Conté: Almanzor. Precedida d'un prólogo de Pedro Madrazo {encuadernado al final}. Meriem. Apéndices de Meriem. Medina Azzahrá. Apéndices de Medina Azzahrá. Camar.
- Descripción del reino de Granada bajo la dominación de los naseritas: sacada de los autores árabes y seguida del texto inédito de Mohammed ebn Aljatib por Francisco Javier Simonet. Madrid: Imprenta Nacional, 1860
- Descripción del Reino de Granada sacada de los autores arábigos por Francisco Javier Simonet Granada: Imprenta y Librería de Reyes y Hermano, 1872
- Glosario de voces ibéricas y latinas usadas entre los mozárabes: precedido d'un estudio sobre el dialecto hispano-mozárabe (Madrid: 1888); reimprès a Beyrouth: Librairie du Liban, 1975. Edició facsímil en dos volums Madrid: Ediciones Atlas, 1982.
- El cardenal Ximénez de Cisneros y los manuscritos arábigo-granadinos Granada, 1885 (Imprenta de la Lealtad a cargo de J. G. Garrido)
- Meriem, Medina Azzahra y Camar: leyendas históricas árabes Madrid: Juan José Martínez, 1860, és la segona edició reimpresa a Tres leyendas árabes Madrid: Ediciones Polifemo, 2001
- Almanzor: una leyenda árabe Madrid: Polifemo, 1986
- Medina Az Zahra: crestomatía de los principales autores musulmanes y orientalistas (episodio histórico) Córdoba: Córdoba Gráfica, 1928 (Imp. La Unión)
- Cuadros históricos y descriptivos de Granada coleccionados con motivo del cuarto centenario de su memorable reconquista por F.J. Simonet Madrid: Sociedad Editorial de San Francisco de Sales, 1896; facsímil a Madrid, 1982.
- Wallada: poetisa cordobesa del siglo XI. Granada, 1880 (La Estrella de Occidente).
- Málaga sarracénica. Granada, 1880 (La Estrella de Occidente).
- Santoral hispano-morárabe escrito en 961 por Rabi Ben Zaid, obispo de Iliberis; publicado y anotado por Francisco Javier Simonet Madrid: tipografía de Pascual Conesa, 1871.
- "Prólogo" a El Concilio III de Toledo, base de la nacionalidad y civilización española precedida d'un prólogo por Javier Simonet; y d'un estudio histórico por el P. Juan Antonio Zugasti. Madrid, 1891 (Imprenta de Fortanet).
- Influencia del elemento indígena en la cultura de los moros del Reino de Granada: estudio destinado al Congreso Internacional de los Católicos celebrados en Bruselas en Septiembre de 1894 Tánger, 1895 (Imp. de la Misión Católica)
- Recuerdo del tercer centenario de la muerte del V. P. Maestro Fr. Luis de Granada Bilbao, 1889 (Tip. Cast. de S. Francisco de Sales)
- Misión civilizadora de la Iglesia Católica y de la Nación Española en el descubrimiento del nuevo mundo: discurso presentado por D. Francisco Javier Simonet al tercer Congreso Católico Nacional Granada, 1893 (Imprenta de D. José López Guevara)